# Einband-Weltmeisterschaft 1983

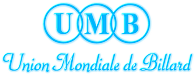
Logo UMB (ausrichtender Verband)

Veranstaltungsort: Rucphen

Die Einband-Weltmeisterschaft 1983 war das zwölfte Turnier in dieser Disziplin des Karambolagebillards und fand vom 23. bis zum 27. März 1983 in Rucphen, in der niederländischen Provinz Noord-Brabant, statt. Es war die zweite Einband-Weltmeisterschaft in den Niederlanden.

## Geschichte
Wieder verlor der alte und neue Weltmeister Ludo Dielis seine einzige Partie gegen den Japaner Nobuaki Kobayashi, der erstmals eine WM-Medaille im Einband gewann. Bei seinem 200:4-Sieg in nur drei Aufnahmen gegen den Niederländer Jan Arnouts egalisierte Dielis den fünf Jahre alten Weltrekord im besten Einzeldurchschnitt (BED) von 66,66. Silber ging an den deutschen Meister Wolfgang Zenkner. Es wäre sogar noch mehr möglich gewesen. Bis zur letzten Partie gegen Dielis hatte er nur eine Partie gegen Kobayashi verloren und wäre bei einem Sieg Weltmeister gewesen. Zenkner verlor aber knapp mit 181:200 in 24 Aufnahmen. Platz zwei für Zenkner war aber die erste WM-Medaille für Deutschland in der 49-jährigen Geschichte der Einband-Weltmeisterschaft.

## Modus
Gespielt wurde in einer Finalrunde „Jeder gegen Jeden“ bis 200 Punkte.

## Abschlusstabelle
| MP    | Match Points (Sieger = 2; Unentschieden = 1; Verlierer = 0) |
| Pkte. | Erzielte Karambolagen                                       |
| Aufn. | Benötigte Versuche                                          |
| GD    | Generaldurchschnitt                                         |
| BED   | Bester Einzeldurchschnitt eines Spielers                    |
| HS    | Höchstserie                                                 |
|       | Bester GD des Turniers                                      |
|       | Bester ED des Turniers                                      |
|       | Beste HS des Turniers                                       |
|       | 1. Platz (Gold)                                             |
|       | 2. Platz (Silber)                                           |
|       | 3. Platz (Bronze)                                           |

| Platz                     | Name                   | MP   | Pkte | Aufn. | GD    | BED   | HS  |
| ------------------------- | ---------------------- | ---- | ---- | ----- | ----- | ----- | --- |
| 1                         | Ludo Dielis            | 12:2 | 1268 | 105   | 12,07 | 66,66 | 119 |
| 2                         | Wolfgang Zenkner       | 10:4 | 1360 | 147   | 9,25  | 15,38 | 60  |
| 3                         | Nobuaki Kobayashi      | 8:6  | 1112 | 122   | 9,11  | 15,38 | 50  |
| 4                         | Egidio Vierat          | 8:6  | 1307 | 149   | 8,77  | 11,76 | 65  |
| 5                         | Christ van der Smissen | 6:8  | 1275 | 110   | 11,59 | 20,00 | 77  |
| 6                         | Jan Arnouts            | 4:10 | 912  | 95    | 9,60  | 14,28 | 54  |
| 7                         | Johann Scherz          | 4:10 | 1207 | 159   | 7,59  | 7,69  | 54  |
| 8                         | Osvaldo Berardi        | 4:10 | 943  | 127   | 7,42  | 12,50 | 82  |
| Turnierdurchschnitt: 9,25 |                        |      |      |       |       |       |     |